# Émile Jonas
Émile Jonas (5 de março de 1827 - 21 de maio de 1905) foi um compositor francês do século XIX, filho de Simon Jonas e Jeannette Pohl, de família judia, nascido em Paris. Em 1841, com apenas 14 anos, o jovem Émile ingressou no Conservatório de Paris e foi admitido na aula de piano e harmonia de Félix Le Couppey (1811-1887) e na aula de composição de Michele Carafa (1787-1872). Em 1847, ganhou o primeiro prêmio de harmonia no conservatório, e foi nomeado professor assistente de teoria musical elementar. Em 1849, ele recebeu o prestigioso Prix de Rome por sua cantata Antonio.